# فيليب برينان
فيليب برينان (بالإنجليزية: Philip Brennan)‏ هو لاعب قذف أيرلندي، ولد في 30 يوليو 1983 في Tulla ‏ في جمهورية أيرلندا.